# Чемпионат Северной, Центральной Америки и Карибского бассейна по волейболу среди женщин 1971
2-й чемпионат Северной, Центральной Америки и Карибского бассейна (NORCECA) по волейболу среди женщин прошёл с 17 по 23 августа 1971 года в Гаване (Куба) с участием 4 национальных сборных команд. Чемпионский титул во второй раз выиграла сборная Мексики.

## Команды-участницы
Куба, Мексика, Нидерландские Антильские острова, Пуэрто-Рико.

## Система проведения чемпионата
4 команды-участницы провели однокруговой турнир, по результатам которого определена итоговая расстановка мест.

## Результаты
| М | Команда                          | 1   | 2   | 3   | 4   | И | В | П | С/П | О |
| - | -------------------------------- | --- | --- | --- | --- | - | - | - | --- | - |
| 1 | Мексика                          |     | 3:1 | 3:0 | 3:0 | 3 | 3 | 0 | 9:1 | 6 |
| 2 | Куба                             | 1:3 |     | 3:0 | 3:0 | 3 | 2 | 1 | 7:3 | 5 |
| 3 | Нидерландские Антильские острова | 0:3 | 0:3 |     | 3:0 | 3 | 1 | 2 | 3:6 | 4 |
| 4 | Пуэрто-Рико                      | 0:3 | 0:3 | 0:3 |     | 3 | 0 | 3 | 0:9 | 3 |

17 августа. Нидерландские Антильские острова — Пуэрто-Рико 3:0 (15:11, 15:7, 16:14).
18 августа. Мексика — Пуэрто-Рико 3:0 (15:4, 15:0, 15:7); Куба — Нидерландские Антильские острова 3:0 (15:1, 15:4, 15:1).
19 августа. Куба — Пуэрто-Рико 3:0.
20 августа. Мексика — Нидерландские Антильские острова 3:0 (15:2, 15:3, 15:1).
21 августа. Мексика — Куба 3:1 (7:15, 15:10, 15:13, 15:5).

## Итоги

### Положение команд
| Мексика                          |
| Куба                             |
| Нидерландские Антильские острова |
| 4. Пуэрто-Рико                   |